# Sydvestjylland
Sydvestjylland svarer stort set til Ribe Amt. 
Området regnes som en del af Vestjylland i nogle sammehænge og som en del af Sydjylland i andre sammenhænge. 